# Live and Let Die
Live and Let Die (Lev og lad dø) er en britisk actionfilm fra 1973. Filmen er den ottende i Eon Productions serie om den hemmelige agent James Bond, der her for første gang spilles af Roger Moore. Filmen er baseret på Ian Flemings roman Live and Let Die fra 1954 men følger den kun i begrænset omfang. Optagelserne foregik fra 13. oktober 1972 til 15. marts 1973.

## Handling
Tre MI6-agenter bliver myrdet, og sporene peger mod den caribiske østat San Moniques statsminister Kananga, der har forbindelse til gangsteren Mr. Big. Bond følger sporene først til New York og siden San Monique, hvor Kananga dyrker både voodoo og opium. Mr. Big har planer om gratis at uddele to tons heroin i USA for at forhindre sine konkurrenter i at tjene penge, så de må opgive handel med narkotika og overlade hele markedet til ham. Det imponerer dog ikke Bond, der i stedet retter blikket mod Mr. Bigs svage punkt, sandsigersken Solitaire.

## Valg af medvirkende
Filmens producenter Albert R. Broccoli og Harry Saltzman ønskede, at Sean Connery igen skulle spille Bond, ligesom han havde gjort i den forrige Bond-film Diamonds Are Forever (Diamanter varer evigt), men han afslog, så en ny skuespiller måtte findes. Mange var på tale, for eksempel Julian Glover, John Gavin og Michael Billington, men valget faldt til sidst på Roger Moore.
En fast medvirkende, Desmond Llewelyn der spillede Q, blev undladt i filmen, da producenterne følte, at Q's hjælpemidler var kommet til at fylde for meget i filmene. En ny medvirkende var til gengæld Clifton James, der spillede Sheriff J.W. Pepper som en komisk indslag. Han gentog rollen i efterfølgeren The Man with the Golden Gun. Samtidig fortsatte traditionen med en ny skuespiller i rollen som Felix Leiter, i dette tilfælde David Hedison. Han kom dog til at gentage rollen 16 år efter i Licence to Kill.
Mens filmholdet ledte efter optagesteder i Jamaica, opdagede de en krokodillefarm, som var ejet af Ross Kananga, efter at have passeret et advarselsskilt om, at "uvedkommende vil blive spist". Farmen kom med i manuskriptet og inspirerede også manuskriptforfatteren Tom Mankiewicz til at opkalde filmens skurk efter Kananga. Kananga foreslog at Bond skulle hoppe på krokodiller, og filmholdet fik ham selv til at udføre stuntet.

## Medvirkende
- Roger Moore – James Bond
- Yaphet Kotto – Kananga/Mr. Big
- Jane Seymour – Solitaire
- Clifton James – Sheriff J.W. Pepper
- David Hedison – Felix Leiter
- Julius Harris – Tee Hee
- Geoffrey Holder – Baron Samedi
- Gloria Hendry – Rosie Carver
- Roy Stewart – Quarrel Jr.
- Bernard Lee – M
- Lois Maxwell – Miss Moneypenny